# Julian Kwaaitaal
Julian Kwaaitaal (Eindhoven, 22 mei 2005) is een Nederlands-Ghanees voetballer die doorgaans als aanvaller speelt. Hij verruilde in 2024 PSV voor Adelaide United, dat hem meteen verhuurde aan FC Eindhoven.

## Carrière
Kwaaitaal begon met voetballen bij VV DVS uit Aalst, waarna hij overstapte naar de jeugdopleiding van FC Eindhoven. In 2019 ging hij naar PSV, waar hij ook de opleiding doorliep. Op 1 september 2023 debuteerde hij voor Jong PSV in de Keuken Kampioen Divisie, tegen FC Den Bosch (2-1). Hij mocht in de 85e minuut invallen voor Muhlis Dağaşan. Kwaaitaal speelde 15 wedstrijden voor Jong PSV in het seizoen 2023/24, waarna hij verkaste naar Adelaide United.
Adelaide United verhuurde Kwaaitaal meteen aan FC Eindhoven. Hij debuteerde in de eerste speelronde van het seizoen 2024/25 tegen FC Den Bosch (2-0). Hij kwam in de slotminuten in de ploeg voor Evan Rottier.

## Statistieken
| Seizoen | Club           | Competitie     | Competitie | Competitie | Beker | Beker | Overig | Overig | Totaal | Totaal |
| Seizoen | Club           | Competitie     | Wed.       | Dlp.       | Wed.  | Dlp.  | Dlp.   | Dlp.   | Wed.   | Dlp.   |
| ------- | -------------- | -------------- | ---------- | ---------- | ----- | ----- | ------ | ------ | ------ | ------ |
| 2023/24 | Jong PSV       | Eerste divisie | 15         | 0          | 0     | 0     | 0      | 0      | 15     | 0      |
| 2024/25 | → FC Eindhoven | Eerste divisie | 17         | 0          | 1     | 0     | 0      | 0      | 18     | 0      |
| Totaal  | Totaal         | Totaal         | 32         | 0          | 1     | 0     | 0      | 0      | 33     | 0      |

Bijgewerkt op 1 april 2025.